# 슈퍼걸 (드라마)
《슈퍼걸》(영어: Supergirl)는 2015년부터 2021년까지 방영된 미국의 드라마이다.

## 등장인물

### 주연
- 카라 조르-엘 / 카라 댄버스 / 슈퍼걸 (멀리사 베노이스트)
- 제임스 올슨 (메커드 브룩스)
- 앨릭스 댄버스 (카일러 리)
- 윈즐로 "윈" 숏 주니어 (제러미 조던)
- 존 존즈 / 마션 맨헌터 (데이비드 헤어우드)
- 캣 그랜트 (캘리스타 플록하트)

### 조연
- 알루라 조르-엘 (로라 베넌티)
- 일라이자 댄버스 (헬렌 슬레이터)
- 제러마이아 댄버스 (딘 케인)
- 맥스웰 로드 (피터 파시넬리)
- 루시 레인 (제나 디완)
- 샘 레인 (글렌 모샤워)
- 논 (크리스 밴스)
- 애덤 포스터 (블레이크 제너)
- 쇼반 스마이드 / 실버 밴시 (이탈리아 리치)
- 슈퍼맨(타일러 헤클린)

## 방영 목록
| 시즌 | 시즌 | 회수      | 방송 날짜        | 방송 날짜       | 방송 날짜 |
| 시즌 | 시즌 | 회수      | 시즌 시작        | 시즌 종료       | 방송국    |
| ---- | ---- | --------- | ---------------- | --------------- | --------- |
|      | 1    | 20        | 2015년 10월 26일 | 2016년 4월 18일 | CBS       |
|      | 2    | 22        | 2016년 10월 10일 | 2017년 5월 22일 | The CW    |
|      | 3    | 23        | 2017년 10월 9일  | 2018년 6월 18일 | The CW    |
|      | 4    | 추후 공개 | 2018년 10월      | 추후 공개       | The CW    |